# SpindleHorse Toons
SpindleHorse Toons es un estudio de animación de Estados Unidos fundado por la animadora Vivienne Medrano. El estudio es mejor conocido por producir Hazbin Hotel para A24 y Prime Video, y es el único estudio de animación de su serie derivada, Helluva Boss.

## Historia
Vivenne Medrano fundó el estudio de animación SpindleHorse Toons, bajo el cual se estrenarían el piloto de Hazbin Hotel, el piloto y las dos primeras temporadas de Helluva Boss, y varios cortos animados. Medrano se desempeña como directora, guionista principal y diseñadora de personajes principal de SpindleHorse Toons. En una entrevista con Cartoon Brew, dijo que gran parte del piloto del Hotel Hazbin fue financiado con dinero de su Patreon, en lugar de ingresos del algoritmo de YouTube. La compañía Horseless Cowboy ayudó a Medrano con el casting de voces durante la primera temporada de Helluva Boss, y Richard Steven Horvitz fue director de voz. Cartoon Brew la describió como un "modelo de éxito independiente en la animación".
En octubre de 2019, se lanzó el episodio piloto de Hazbin Hotel en el canal de YouTube de Medrano. En noviembre de 2019, también se lanzó el episodio piloto de Helluva Boss en su canal de YouTube. El 25 de diciembre de 2019 se estrenó un corto titulado "Holidaze". En julio de 2020, Medrano lanzó un video musical animado para Hazbin Hotel llamado "Addict", con la canción de Silva Hound del mismo nombre. En agosto de 2020, A24 eligió Hazbin Hotel para una serie completa. Animation Magazine dijo que A24 estaba dando un "paso audaz" al retomar la serie. En 2023, el académico Ben Mitchell describió Hazbin Hotel y Helluva Boss de Medrano como series que eran "sensacionalmente populares" y un uso eficaz de Patreon para subsidiar el arte del programa "mediante pagos mensuales escalonados". Hazbin Hotel se estrenaría en enero de 2024 con gran éxito de crítica.
El 30 de septiembre de 2020, Medrano estrenó un cortometraje animado titulado "Bad Luck Jack", basado en su webcomic ZooPhobia. El corto fue nominado y ganó un premio Ursa Major en la categoría "Mejor trabajo corto dramático". El corto también figura como "Trabajo en un corto dramático antropomórfico recomendado" en el sitio web del Premio Ursa Major.

## Filmografía

### Séries
| Año  | Serie        | Temporadas | Episodios | Distribuidor |
| ---- | ------------ | ---------- | --------- | ------------ |
| 2020 | Helluva Boss | 2          | 15        | YouTube      |
| 2024 | Hazbin Hotel | 1          | 8         | Prime Video  |

### Cortometrajes
| Año  | Título                |
| ---- | --------------------- |
| 2019 | Holidaze              |
| 2019 | Hazbin Hotel (piloto) |
| 2019 | Helluva Boss (piloto) |
| 2020 | Bad Luck Jack         |

### Videoclips
| Año  | Título                               |
| ---- | ------------------------------------ |
| 2018 | "Inside of Every Demon Is a Rainbow" |
| 2020 | "Oh Millie"                          |
| 2020 | "Addict"                             |
| 2023 | "Just Look My Way"                   |